# Le Likès
L’école Sainte-Marie, dite école des « Likès », a été fondée à Quimper (Finistère) en 1838 par les Frères des écoles chrétiennes (encore appelés « Lasalliens ») pour l'enseignement des enfants pauvres de la campagne environnant la ville.

## Enseignements
Le Likès, sous contrat d'association avec l'État, comprend :
Un collège (autrement appelé Saint Yves), un lycée d'enseignement général et technologique, un lycée professionnel et des BTS.
A la rentrée 2022, plus de 3000 élèves y sont ainsi inscrits.
Il s'inscrit dans la tradition vivante de saint Jean-Baptiste de la Salle qui fonda, au XVIIe siècle l'institut des Frères des écoles chrétiennes.

## Classement du lycée
En 2015, le lycée se classait 3e sur 39 au niveau départemental quant à la qualité d'enseignement, et 53e au niveau national. Le classement s'établit sur trois critères : le taux de réussite au bac, la proportion d'élèves de première qui obtient le baccalauréat en ayant fait les deux dernières années de leur scolarité dans l'établissement, et la valeur ajoutée (calculée à partir de l'origine sociale des élèves, de leur âge et de leurs résultats au diplôme national du brevet).

## Abus sexuels
Des témoignages d’anciens élèves mentionnent des agressions sexuelles dans les années 1970 de la part d'un frère surveillant d’internat et professeur d’éducation manuelle. Une cellule d’écoute est mise en place à Paris pour recueillir la parole des victimes. En mars 2025, à la suite de l'affaire Bétharram, une des victimes du Likès regrette l'omertà sur cette affaire et demande à l'Église catholique d'intervenir .

## Anciens élèves
- Dan Ar Braz, guitariste et auteur-compositeur-interprète
- Goulwena An Henaff, présentatrice et réalisatrice
- Jakez Bernard, producteur et président de Produit en Bretagne
- Jean Bothorel, journaliste et écrivain
- Bertrand de Broc, navigateur
- Michel Canévet, sénateur du Finistère (depuis 2014) et maire de Plonéour-Lanvern de 1992 à 2017
- Auguste Cogneau, homme d'église
- Antoine Cuissard, footballeur
- Michel Desjoyeaux, navigateur
- Ambroise Guellec, homme politique
- Marc Guillemot, navigateur
- Joseph Halléguen, homme politique
- Jean Hénaff, agriculteur, fondateur de l'entreprise Hénaff et homme politique
- Jean-Jacques Hénaff, industriel, patron de l'entreprise Hénaff[5]
- Fañch Le Henaff, graphiste
- Roland Jourdain, navigateur
- Serge Le Dizet, footballeur
- Jean-Paul Ollivier, journaliste
- Jacques Paugam, journaliste
- Philippe Poupon, navigateur
- Ian Proërer, musicien, cofondateur et premier batteur du groupe Red Cardell
- Carine Rolland, femme politique, adjointe à la maire de Paris depuis juillet 2020
- Pierre Toulhoat, joaillier
- José Touré, footballeur
- Pierre Gouérou, ingénieur agronome, ancien directeur du journal Paysan Breton
- Eric Grauffel, 10 fois champion du monde de tir sportif de vitesse

## Anciens enseignants
- François Le Bail, géologue et paléontologue réputé, enseigna les sciences naturelles et les sciences physiques au Likès ; il amassa une abondante collection de minéraux.
- Joseph Salaün, frère directeur du Likès, membre du réseau Johnny, déporté, mort au camp de concentration de Neuengamme le 17 décembre 1944[6].